# Иркутский радиотелецентр РТРС
Иркутский областной радиотелевизионный передающий центр (филиал РТРС «Иркутский ОРТПЦ») — подразделение Российской телевизионной и радиовещательной сети, основной оператор цифрового эфирного и аналогового эфирного теле- и радиовещания Иркутской области, единственный исполнитель мероприятий по строительству цифровой эфирной телесети в Иркутской области в соответствии с федеральной целевой программой «Развитие телерадиовещания в Российской Федерации на 2009—2018 годы».
Иркутский филиал РТРС обеспечивает цифровым эфирным и аналоговым эфирным теле- и радиосигналом население Иркутской области, способствует развитию мобильной телефонной связи и обеспечивает взаимодействие органов госуправления. Вещание ведётся с 152 объектов связи. 20 цифровых эфирных телеканалов в стандарте DVB-T2 доступны для 95,66 % жителей области.
До перехода на цифровое эфирное телевидение в районах Иркутской области можно было принимать в среднем пять аналоговых программ.

## История
История Иркутского телевидения началась с Иркутского радиоцентра, выделенного 5 октября 1930 года в самостоятельную организацию. Тогда главной задачей было становление и развитие радиосвязи и радиофикации, проработка объектов радиовещания и обслуживание оборудования на профессиональном уровне.
Начиналась она в 30-х годы прошлого века с небольшого 15-киловаттного передатчика «Звёздочка», транслировавшем программы центрального вещания и газетные материалы.
В те годы в радиоцентре уже работали передатчики радиосвязи от 0.24 до 4 кВт и радиовещательный передатчик РВ-14 мощностью 1 кВт.
Позднее, в 1931 году, на радиостанции № 5 заработал 15-киловаттный передатчик «Звёздочка», транслировавший программы центрального вещания и газетные материалы. Радиостанция № 5 (Иркутск) вместе с приёмной радиостанцией № 4 (с. Куда) осуществляли внутриобластную связь.
Для обеспечения КВ радиосвязи между востоком и западом страны в 1936 году началось строительство двух объектов-радиостанций — № 1 с передающим центром в п. Мегет и радиостанции № 2 с приёмным центром в п. Патроны, которые были приняты в эксплуатацию в 1944 году. Иркутский радиоцентр стал пунктом ретрансляции КВ между Москвой, Якутском, Петропавловском, Хабаровском и Владивостоком.
Пока шло строительство этих двух объектов, 7 января 1940 года в Ангарске был введён в эксплуатацию 150-киловаттный радиовещательный передатчик на радиостанции № 3. А уже в 1956 году началось строительство Иркутского телецентра, в ходе которого были найдены останки взрослого мамонта, переданные в Восточно-Сибирское отделение АН СССР.
31 декабря 1957 года в Иркутске состоялась первая телевизионная трансляция — демонстрацией в эфире показали знаменитый фильм Эльдара Рязанова «Карнавальная ночь». Посмотреть его смогли жители Иркутска и населённых пунктов в радиусе до 70 км.
Первое время иркутская студия выходила в эфир два раза в неделю, трансляция обеспечивалась 3-4 часа, в основном показывали программы, подготовленные местной редакцией: новости, истории знаменитых земляков, кинофильмы или передачи, снятые непосредственно в студии.
В 1959 году сдан в эксплуатацию первый телевещательный ретранслятор эфирного приёма в Слюдянке, а в 1962 году благодаря установке передатчика «Дождь-2» началось вещание в УКВ-ЧМ диапазоне. В 1959 году заработала передвижная телевизионная станция, что дало возможность снимать передачи вне студии и делать новости с места событий.
В 1963 году Братск начал регулярную трансляцию телепрограмм, а в 1965 году в городе установлена радиостанция «Дождь-2».
Радиостанцией № 3 была организована служба формирования и передачи эталонных сигналов частоты и времени в эфир на частоте 50 кГц.
В 1967 году в городах Иркутске и Братске построены две первые станции «Орбита» и началась трансляция программ Центрального телевидения.
Вследствие разделения аппаратно-студийного комплекса (АСК) и радиостанций УКВ в 1969 году образована Братская радиотелевизионная станция и Иркутская областная радиотелевизионная станция.
С 1970 по 1980 гг. шло дальнейшее строительство РТС по городам и областям, а в 1972 году началась эра цветного телевещания.
В 1974 году БАМ получил первый пункт вещания Центрального телевидения.
После выведения на геостационарную орбиту спутника системы «Экран» в 1977 году и монтажа первых приёмных станций системы стало возможным устанавливать упрощённые приёмники в любой точке Иркутской области.
В период с 1977 по 2007 гг. в области установили более 450 станций, что позволило 99,6 % населения получить доступ к телепрограммам Первого канала.
Постепенно начиналась трансляция второй программы ЦТ. В 1985 году на геостационарную орбиту вывели КСЗ системы «Москва», что послужило толчком к развитию второй программы ЦТ. Создание системы стало новой эрой спутникового ТВ-вещания во всей стране, в результате чего устаревшие земные станции системы «Орбита» оказались заменёнными малыми земными станциями. Приёмная антенна земной станции системы «Москва» имела массу не более 400 кг в полном комплекте и диаметр зеркала всего 2,5 метра. В 2006 году 150 станций системы были заменены на цифровые спутниковые приёмники.
В 1987 году была модернизирована и переоборудована станция «Орбита» в Иркутске, что позволило организовать 60 телефонных каналов через ИСЗ в Москве. Это дало возможность перегона программ из Иркутска в Москву, и дебютом стали сюжеты об автопробеге «Кэмэл Трофи», проходившем в Иркутской области.
В 1988 году в Иркутске началось вещание третьей телепрограммы, а в области был организован первый коммерческий телеканал на базе ИОРТПЦ (сегодня — АИСТ).
С 1990 по 2000 годы радиотелецентр начал вещание ещё ряда программ и усовершенствовал все рабочие системы.
В 2001 году радиотелецентр стал филиалом РТРС «Иркутский ОРТПЦ».

## Деятельность
В 2006 году филиал ввел в эксплуатацию передающую станцию спутниковой связи, что позволило принимать региональные программы в любых точках области.
В 2011—2018 годы РТРС создал в Иркутской области сеть цифрового эфирного телерадиовещания. Строительство цифровой телесети в регионе предусматривалось федеральной целевой программой «Развитие телерадиовещания в Российской Федерации на 2009—2018 годы». Иркутский радиотелецентр РТРС построил 152 передающие станций телесети, 95 из них возводились с нуля.
В октябре 2012 года РТРС начал тестовую трансляцию 10 телеканалов первого мультиплекса со станции в Усть-Ордынском. 5 октября 2012 года радиотелецентр дал старт трансляции первого мультиплекса в Иркутске.
В июле 2013 года филиал открыл в Иркутске центр консультационной поддержки зрителей цифрового эфирного телевидения.
15 апреля 2015 года в Иркутске стартовала трансляция второго мультиплекса.
19 мая 2016 года генеральный директор РТРС Андрей Романченко и первый заместитель губернатора Иркутской области, председатель правительства Иркутской области Александр Битаров подписали соглашение о сотрудничестве в области развития телевидения и радиовещания в регионе.
14 ноября 2016 года в Усолье-Сибирском цифровая телесеть была торжественно введена в эксплуатацию.
23 октября 2017 года РТРС начал включение программ ГТРК «Иркутск» в эфир каналов первого мультиплекса «Россия 1» и «Россия 24». В запуске участвовали губернатор Иркутской области Сергей Левченко, председатель законодательного собрания Сергей Брилка, директор ГТРК «Иркутск» Константин Горбенко и директор иркутского филиала РТРС Иван Богданов.
В декабре 2018 года в Иркутской области заработали все передатчики второго мультиплекса. Цифровой телесигнал стал доступен для 95,66 % населения региона — 2 млн 420 тысяч человек.
3 июня 2019 года Иркутская область отключила аналоговое вещание федеральных телеканалов и полностью перешла на цифровое телевидение.

## Организация вещания
РТРС транслирует в Иркутской области:
- 20 телеканалов и три радиостанции в цифровом формате;
- 16 телеканалов и 14 радиостанций в аналоговом формате.

Инфраструктура эфирного телерадиовещания иркутского филиала РТРС включает:
- областной радиотелецентр;
- три производственных подразделения;
- центр формирования мультиплексов;
- 563 передающие станции;
- 488 антенно-мачтовых сооружений (АМС);
- 682 приемные земные спутниковые станции;
- радиорелейную станцию;
- 55 км радиорелейных линий связи[27].

Основная статья: Средства массовой информации Иркутска